# Пляма (висип)
Пляма (лат. macula) — ділянка шкіри або слизової оболонки різних розмірів і форми зі зміненим забарвленням, яка знаходиться на одному рівні з навколишньою шкірою.

## Класифікація
Плями бувають:
- судинні:

* запальні,
* незапальні (телеангіектазії, гемангіоми, «еритема сорому» — вегетативно-судинна реакція, що виникає під впливом емоційних чинників).
- пігментні:

* уроджені (родимки, лентіго, альбінізм);
* набуті (ластовиння, хлоазми, вітиліго);
- штучні (татуаж).

## Судинні плями

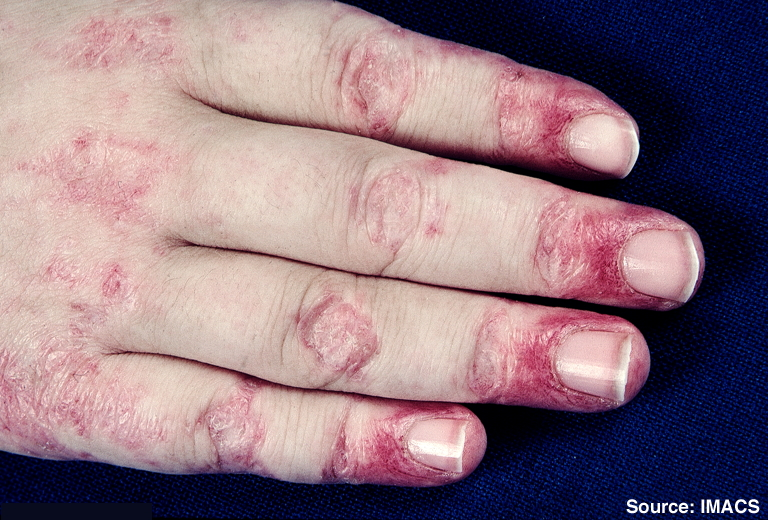
Телеангіоектазії біля нігтів при дерматоміозиті

Судинні запальні плями утворюються внаслідок розширення поверхневих кровоносних судин у сосковому шарі дерми і їхній підвищеної проникності. Відтінок подібних плям може бути від яскраво- до синюшно-червоного. Останній відтінок обумовлений розвитком запального процесу в системі
венозного кровотоку. Яскраво-червоне або рожеве забарвлення пов'язане з розширенням і підвищеною проникністю артеріальних судин.

Схематичне уявлення плями і еритеми

За формою ці плями можуть бути:
- дрібнокра́пкові;
- розе́оли — невеликі плями до 1 см у діаметрі, округлої форми;
- ерите́ми — шкірні плями розміром із долоню і більше;

- телеангіоектазі́ї — плями, які спричинює стійке незапальне розширення поверхневих кровоносних судин (капілярів) шкіри. Часті при цирозі печінки;
- геморагічні плями — плями, які утворилися внаслідок крововиливу в шкіру:

- пете́хії — крапкові геморагії;
- пу́рпура — невеликі округлі та, зазвичай, численні геморагії до 2 см у діаметрі;
- ві́біцес — великі стрічкоподібні, лінійні геморагії;
- екхімо́зи — великі крововиливи неправильних обрисів більше 2 см;
- гемато́ми — масивні крововиливи з набуханням шкіри і підняттям їх над поверхнею оточуючої шкіри.
- синці (sugillatio).

Розрізняють еритему, яка виникає активно і пасивно. Активна еритема виникає внаслідок гострого запалення, яке обумовлене розширенням судин і клітинною інфільтрацією, маніфестує формуванням різноманітних еритематозних гірляндоподобную фігур (лат. erythema gyratum). Пасивна еритема обумовлена венозним стазом через розширення капілярів і венул, що призводить до утворення ціанозу. Його вогнища можуть мати дифузний характер (акроціаноз кистей і стоп), деревоподібний (лат. livedo racemosa) або сітчастий (лат. livedo reticularis, також лат. cutis marmorata — мармурова шкіра) малюнок. Зазвичай ціаноз різко посилюється на холоді. При вираженому порушенні проникності судин формуються геморагічні плями. Внаслідок відкладення гемосідерину вони не зникають при натисканні й змінюють забарвлення від яскраво-червоного до буро-жовтого, як це відбувається при зворотному розвитку синця («феномен цвітіння»).

## Пігментні плями
Залежно від наявності чи відсутності меланіну в шкірі формуються гіперпігментовані (при меланодермії), в тому числі й штучні, або депігментовані (при вітиліго) плями.

### Гіперпігментовані плями
Є вродженими (пігментний невус, веснянки, хлоазми, «кавові» плями при нейрофіброматозі та інших генетичних синдромах) і
набутими (при вживанні препаратів срібла), злущеними внаслідок висівкового лишаю, еритразми, сухої стрептодермії і флеботодермії. Конфігурація плям може бути дрібноплямистою (веснянки), крупноплямистою (хлоазма), вогнищевою або розлитою (варикозна хвороба). Гіперпігментовані плями мають різні відтінки, зокрема блакитний при однойменному невусі. Монголоїдні плями мають синювато-сіре або темно-синє забарвлення, місця укусів блощиць — аспідно-сірий відтінок.

#### Штучні плями
Іноді утворення плям обумовлено проникненням і накопиченням у шкірі сторонніх речовин. Так, відкладення в шкірі частинок вугілля чи пороху проявляється точковими або дрібноплямистими елементами. Штучне введення в шкіру фарбувальних речовин (татуювання) представлено різними малюнками там.

### Депігментовані плями
Депігментовані плями можуть бути вродженими (альбінізм) або набутими (вітиліго), а гіпопігментовані найчастіше виникають у вогнищах склеродермії, нейродерміту або в зоні ураження при червоному плоскому лишаї.